# L’Institut Franco-Allemand de la Réconciliation
Das L’Institut Franco-Allemand de la Réconciliation (deutsch: Französisch-deutsches Institut für Aussöhnung) war eine 1913 von der französischen Orientalistin und Übersetzerin Henriette Meyer (1876–1946) und dem deutschen Biologen und Pazifisten Ernst Haeckel gegründete Vereinigung, welche zum Ziel hatte, einen andauernden Frieden zwischen den beiden Ländern zu fördern.
Die Gründer gaben auch eine Zeitschrift „La Réconciliation“ heraus. Im Leitartikel „Vernunft und Krieg“ in der ersten Ausgabe der Zeitschrift beklagte E.Haeckel den pathologischen Chauvinismus, der Frankreich, Großbritannien und Deutschland erfasst hatte und nannte den Pazifismus eine Pflicht der Menschheit.